# Червена газела
Червена газела (Eudorcas rufina) е вид бозайник от семейство Кухороги (Bovidae).

## Разпространение и местообитание
Разпространен е в Алжир.